# Swietłana Abramowa
Swietłana Abramowa (ur. 27 października 1970 w Moskwie) – rosyjska lekkoatletka, tyczkarka.
Zamężna z utytułowanym tyczkarzem Dmitrijem Markovem.

## Osiągnięcia
- srebrny medal igrzysk dobrej woli (Petersburg 1994)
- 6. miejsce podczas halowych mistrzostw świata (Paryż 1997)[1]
- 7-krotne mistrzostwo Rosji
- rekord Rosji (4,10 11 czerwca 1996 Moskwa)[2]

W 1998 Abramowa awansowała do finałowego konkursu skoku o tyczce podczas mistrzostw Europy w Budapeszcie. Ostatecznie nie stanęła na starcie i nie została sklasyfikowana.

## Rekordy życiowe
- Skok o tyczce (stadion) – 4,20 m (1999)
- Skok o tyczce (hala) – 4,20 m (2000)